# Liste der Baudenkmäler im Wuppertaler Wohnquartier Schrödersbusch
Die Liste der Baudenkmäler im Wuppertaler Wohnquartier Schrödersbusch enthält die denkmalgeschützten Bauwerke auf dem Gebiet von Wuppertal-Schrödersbusch in Nordrhein-Westfalen (Stand: November 2011). Diese Baudenkmäler sind in der Denkmalliste der Stadt Wuppertal eingetragen; Grundlage für die Aufnahme ist das Denkmalschutzgesetz Nordrhein-Westfalen (DSchG NRW).

## Auszug aus der Denkmalliste

### Eingetragene Baudenkmäler
| Bild           | Bezeichnung | Lage                                        | Beschreibung | Bauzeit                                   | Eingetragen seit  | Denkmal- nummer |
| -------------- | ----------- | ------------------------------------------- | --- | ----------------------------------------- | ----------------- | --------------- |
| weitere Bilder | Wohnhaus    | Schrödersbusch Boltenheide 2 Karte          | | Ende des 18./ Anfang des 19. Jahrhunderts | 7. August 1985    | 552             |
| weitere Bilder | Villa       | Schrödersbusch Hammersteiner Allee 51 Karte | Villa Hammerstein, eine D-Nummer mit Hammersteiner Allee 53, 55. Ehemals einheitlich unter Hammersteiner Allee 5 | 1833                                      | 2. Oktober 1987   | 1134 Wikidata   |
| weitere Bilder | Villa       | Schrödersbusch Hammersteiner Allee 53 Karte | Villa Hammerstein, eine D-Nummer mit Hammersteiner Allee 51, 55. Ehemals einheitlich unter Hammersteiner Allee 5 | 1833                                      | 2. Oktober 1987   | 1134 Wikidata   |
| weitere Bilder | Wohnhaus    | Schrödersbusch Schlieffenstraße 56 Karte    | eine D-Nummer mit Schlieffenstraße 58                                                                            | 1903                                      | 30. Dezember 1994 | 953             |
| weitere Bilder | Wohnhaus    | Schrödersbusch Schlieffenstraße 58 Karte    | eine D-Nummer mit Schlieffenstraße 56                                                                            | 1903                                      | 30. Dezember 1994 | 953             |
| weitere Bilder | Wohnhaus    | Schrödersbusch Schlieffenstraße 60 Karte    | | 1902                                      | 1. Dezember 1994  | 3621            |
| weitere Bilder | Wohnhaus    | Schrödersbusch Schlieffenstraße 62 Karte    | | 1902                                      | 15. Dezember 1994 | 3630            |
| weitere Bilder | Villa       | Schrödersbusch Schlieffenstraße 72 Karte    | | 1912                                      | 11. Dezember 1991 | 1967            |
| weitere Bilder | Wohnhaus    | Schrödersbusch Schlieffenstraße 74 Karte    | | 1905                                      | 7. Februar 1992   | 2035            |
| weitere Bilder | Wohnhaus    | Schrödersbusch Schlieffenstraße 76 Karte    | | 1913                                      | 5. Mai 1997       | 4051            |

### Baudenkmäler in Bearbeitung
Folgende Objekte werden noch geprüft oder ihr Status ist in der Denkmalliste nicht klar ersichtlich.

| Bild           | Bezeichnung | Lage                            | Beschreibung                               | Bauzeit | Eingetragen seit | Denkmal- nummer |
| -------------- | ----------- | ------------------------------- | ------------------------------------------ | ------- | ---------------- | --------------- |
| weitere Bilder | Brücke      | Schrödersbusch Sonnenberg Karte | als Denkmal klassifiziert (ohne D-Nummer). |         |                  | 0               |